# Robert Freeman
Robert Freeman (Londres, 5 de diciembre de 1936-ibídem, 7 de noviembre de 2019) fue un fotógrafo británico conocido fundamentalmente por su trabajo con The Beatles entre 1962 y 1966. Sus fotografías ilustraron las portadas de los álbumes With the Beatles, Beatles for Sale, Help! y Rubber Soul. También participó en la creación del primer calendario Pirelli.

## Biografía
Pasó buena parte de su infancia en Doncaster, en el norte de Inglaterra, donde fue evacuado junto a sus hermanas al iniciarse los bombardeos alemanes sobre la capital británica durante la Segunda Guerra Mundial. Tras graduarse en la Universidad de Cambridge en 1959, se convirtió en fotógrafo profesional y trabajó para el Sunday Times. Durante esta etapa consigue su primer éxito profesional con unas fotografías que toma en el Kremlin del entonces mandatario soviético Nikita Khrushchev. En 1961 realizó un reportaje fotográfico del saxofonista de jazz John Coltrane que dos años más tarde llamó la atención de Brian Epstein, mánager de The Beatles, que lo contrató para realizar las fotografías para el álbum de 1963, With the Beatles, dando comienzo así a una colaboración que se extendió durante varios años y que incluyó las portadas de los tres siguientes álbumes de la banda de Liverpool: Beatles for Sale, Help! y Rubber Soul. Freeman también viajó con The Beatles hasta Estados Unidos para documentar la gira de 1964. Tuvo una estrecha relación de amistad con John Lennon, para el que creó las portadas de sus libros y con quien además compartió vecindario durante un tiempo.
En 1968 dirigió su primera y única película, The Touchables, que narra la historia de cuatro chicas que deciden secuestrar a su ídolo, una estrella del pop y mantenerlo como rehén en una gigantesca cúpula de plástico en el campo. Posteriormente trabajó en reportajes fotográficos de artistas como Led Zeppelin o Bob Marley antes de asentarse en Hong Kong. En el sudeste asiático pasó casi una década trabajando, entre otros personajes, para el sultán de Brunéi. Desde 1992 vivió en el sur de España, en la ciudad gaditana de Puerto Real, entre otras. Realizó las fotos de portada del álbum de Joan Manuel Serrat, Utopía y del álbum de Andrés Calamaro, El palacio de las flores, entre otros. También ha fotografiado a personajes de la vida cultural española como Penélope Cruz, Pedro Almodóvar o Jorge Sanz.
En 1997 se afinca en Sevilla en la localidad de Las Pajanosas y entra en contacto con varias bandas tributo a The Beatles atraído por la calidad de las mismas. Comienza a colaborar frecuentemente con una de ellas (Revolution) y realiza el que fue su último trabajo audiovisual, el videoclip de una versión de "Drive my car" contando con la colaboración de un muy joven Jesús Ponce posteriormente reconocido director de cine para levantar el proyecto unidos por la pasión de ambos por los métodos tradicionales de rodaje.
Tras sufrir un derrame cerebral grave en el año 2014 se puso a la venta por parte de sus familiares una de sus fotografías realizadas a John Lennon para sufragar los gastos médicos y para conservar el archivo fotográfico del fotógrafo. El 7 de noviembre de 2019 falleció en Londres.